# Nepal International 2019
Die Nepal International 2019 im Badminton fanden vom 25. bis zum 29. September 2019 in Kathmandu statt.

## Sieger und Platzierte
| Disziplin    | Gold                               | Silber                                     | Bronze                             |
| ------------ | ---------------------------------- | ------------------------------------------ | ---------------------------------- |
| Herreneinzel | Yeoh Seng Zoe                      | Swarnaraj Bora                             | Prince Dahal                       |
| Herreneinzel | Yeoh Seng Zoe                      | Swarnaraj Bora                             | Kartikey Gulshan Kumar             |
| Dameneinzel  | Malvika Bansod                     | Gayathri Gopichand                         | Yuri Nakamura                      |
| Dameneinzel  | Malvika Bansod                     | Gayathri Gopichand                         | Yu Chieh                           |
| Herrendoppel | Rohan Kapoor Saurabh Sharma        | Izzat Farhan Azhar Zachary Chiong Shen Sia | Thapa Magar Bijeet Bikash Shrestha |
| Herrendoppel | Rohan Kapoor Saurabh Sharma        | Izzat Farhan Azhar Zachary Chiong Shen Sia | Dipesh Dhami Ratnajit Tamang       |
| Damendoppel  | Pooja Shrestha Nangsal Tamang      | Jessica Gurung Anu Maya Rai                | Sita Rai Samjhana Sharma           |
| Damendoppel  | Pooja Shrestha Nangsal Tamang      | Jessica Gurung Anu Maya Rai                | Nita Lamsal Sima Rajbanshi         |
| Mixed        | Venkat Gaurav Prasad Juhi Dewangan | Bowornwatanuwong Phutthaporn Ririn Amelia  | Saurabh Sharma Anoushka Parikh     |
| Mixed        | Venkat Gaurav Prasad Juhi Dewangan | Bowornwatanuwong Phutthaporn Ririn Amelia  | Ratnajit Tamang Nangsal Tamang     |